# Іст-Мачиас (Мен)
Іст-Мачиас (англ. East Machias) — місто (англ. town) в США, в окрузі Вашингтон штату Мен. Населення — 1326 осіб (2020).

## Демографія
Згідно з переписом 2010 року, у місті мешкало 1368 осіб у 582 домогосподарствах у складі 377 родин. Було 845 помешкань
Расовий склад населення:
| - 95,9 % — білих - 1,7 % — азіатів - 0,8 % — чорних або афроамериканців - 0,3 % — корінних американців |

До двох чи більше рас належало 1,3 %. Частка іспаномовних становила 1,0 % від усіх жителів.
За віковим діапазоном населення розподілялося таким чином: 19,8 % — особи молодші 18 років, 64,0 % — особи у віці 18—64 років, 16,2 % — особи у віці 65 років та старші. Медіана віку мешканця становила 44,6 року. На 100 осіб жіночої статі у місті припадало 95,1 чоловіків;  на 100 жінок у віці від 18 років та старших — 92,1 чоловіків також старших 18 років.
Середній дохід на одне домашнє господарство  становив 55 564 долари США (медіана — 41 080), а середній дохід на одну сім'ю — 61 713 долари (медіана — 49 659). Медіана доходів становила 40 114 долари для чоловіків та 31 569 доларів для жінок. За межею бідності перебувало 18,7 % осіб, у тому числі 32,9 % дітей у віці до 18 років та 17,6 % осіб у віці 65 років та старших.
Цивільне працевлаштоване населення становило 705 осіб. Основні галузі зайнятості: освіта, охорона здоров'я та соціальна допомога — 23,8 %, мистецтво, розваги та відпочинок — 13,8 %, публічна адміністрація — 11,5 %, роздрібна торгівля — 10,5 %.